# جو سوارس
جو سوارس (انگلیسی: Jô Soares؛ زادهٔ ۱۶ ژانویهٔ ۱۹۳۸) یک هنرپیشه، مجری، پدیدآور، و روزنامه‌نگار اهل برزیل است.